# كليفتون ماثيوز
كليفتون ماثيوز (بالإنجليزية: Clifton Mathews)‏ هو قاضي أمريكي، ولد في 12 فبراير 1880 في كونكورد في الولايات المتحدة، وتوفي في 7 سبتمبر 1962.